# 부재자
법학에서 부재자(不在者)에는 민법상의 부재자 재산관리 제도의 부재자, 공법상의 선거제도에 있어서의 부재자가 있다.

## 부재자의 재산관리(민법)
부재자(不在者)란 종래의 주소 또는 거소를 떠나서 용이하게 돌아올 가능성이 없어서 그의 재산을 관리하여야 할 필요가 있는 자를 말한다. 또한, 그러한 상태를 부재라 한다.
부재자 재산관리인이 선임되어 있어도 부재자 본인의 능력에 제한이 있는 것은 아니다. 한편, 부재자라고 하여도 적법하게 선임된 부재자 재산관리인의 행위의 효력을 부정할 수 없으므로 부재자재산관리인 선임취소 결정을 받아야 한다. 따라서 선임이 취소되기 전의 행위도 유효하다.
| 국명     | 법명          | 해당 조문 |
| -------- | ------------- | --- |
| 일본     | 일본 민법     | (부재자의 재산 관리) 제25조 종래의 주소 또는 거소를 떠난 자(이하, “부재자” 라 한다) 가 그 재산의 관리인(이하 이 절에 있어서 단순히 “관리인”이라 한다)을 두지 아니한 때에는 가정재판소는 이해관계인 또는 검찰관의 청구에 의하여 그 재산의 관리에 관하여 필요한 처분을 명할 수 있다. 본인의 부재중에 관리인의 권한이 소멸한 때에도 이와 같다. 2 전항의 규정에 의한 명령 후, 본인이 관리인을 둔 때에는 가정재판소는 그 관리인, 이해관계인 또는 검찰관의 청구에 의하여 그 명령을 취소하여야 한다. |
| 대한민국 | 대한민국 민법 | 제22조 (부재자의 재산의 관리) ① 종래의 주소나 거소를 떠난 자가 재산관리인을 정하지 아니한 때에는 법원은 이해관계인이나 검사의 청구에 의하여 재산관리에 관하여 필요한 처분을 명하여야 한다. 본인의 부재 중 재산관리인의 권한이 소멸한 때에도 같다. ② 본인이 그 후에 재산관리인을 정한 때에는 법원은 본인, 재산관리인, 이해관계인 또는 검사의 청구에 의하여 전항의 명령을 취소하여야 한다. |

### 부재자가 재산관리인을 둔 경우
부재자로부터 재산처분권까지 위임받은 재산관리인은 그 재산을 처분함에 있어 법원의 허가를 요하는 것은 아니다. 부재자의 재산관리인이 부재자의 권리보존에 전적으로 이익되는 내용의 화해를 함에 있어서는 법원의 허가를 받지 아니하여도 무방하다

### 부재자가 재산관리인을 두지 않은 경우

#### 재산관리인의 직무
주로 가정법원이 선임한 부재자의 재산관리인이 부재자의 재산을 관리한다. 즉, 법원은 부재자가 재산관리인을 두지 않거나 또는 법정대리인이 없는 경우에는 이해관계인 혹은 검사의 청구에 의하여 재산관리에 필요한 처분을 명해야 한다.(제22조 1항 전단) 법원이 선임한 부재자 재산관리인은 권한을 정하지 아니한 대리인의 권한(제118조)을 법원의 허가 없이도 행사할 수 있다. 즉, 부재자재산관리인은 일종의 법정대리인이다.   판례는 부재자재산관리인이 부재자를 위한 소송비용을 조달하려고 돈을 차용하고 그 돈을 임대보증금으로 하여 임야를 골프장으로 임대하는 행위를 법원의 허가를 요하지 아니하고, 할 수 있다고 한다.
선임된 재산관리인은 언제든지 사임할 수도 있고 법원도 언제든지 개임할 수 있다. 부재자 재산관리인이 법원의 매각처분허가를 얻었다 하더라도 부재자와 아무런 관계가 없는 남의 채무의 담보만을 위하여 부재자 재산에 근저당권을 설정하는 행위는 통상의 경우 객관적으로 부재자를 위한 처분행위로서 당연하다고는 경험칙상 볼 수 없다. 즉, 법원의 허가를 얻은 처분행위를 하는 데 있어서도 그 효과는 부재자를 위하는 범위에 한정된다. 부재자의 재산관리인에 의한 부재자소유 부동산매각행위의 추인행위가 법원의 허가를 얻기 전이어서 권한없이 행하여진 것이라고 하더라도, 법원의 재산관리인의 초과행위 결정의 효력은 그 허가받은 재산에 대한 장래의 처분행위 뿐만 아니라 기왕의 처분행위를 추인하는 행위로도 할 수 있는 것이므로 그후 법원의 허가를 얻어 소유권이전등기절차를 경료케 한 행위에 의하여 종전에 권한없이 한 처분행위를 추인한 것이라 할 것이다. 이는 사후의 허가를 받는 것도 가능하다는 의미가 되며, 사후의 허가는 일종의 추인에 해당한다. 부재자의 모가 적법한 권한없이 원고와 사이에 부재자소유 부동산에 관한 매매계약을 체결하였으나, 그후 소외 (갑)이 부재자의 재산관리인으로 선임된 후에 위 매매계약에 기한 소유권이전등기를 위하여 자기의 인감증명서를 원고에게 교부하였다면 위 매매계약을 추인한 것으로 볼 것이다.부재자 재산관리인이 부재자의 재산을 매각하려면 법원의 허가를 요하는 것이고 법원이 허가를 함에 있어서는 매각의 방법에 관하여는 경매법에 의한 매각을 명할 수도 있고 경매의 방법에 의하지 않고 임의매각하는 권한을 부여할 수도 있는 것이므로 법원이 허가함에 있어 매각방법에 관하여 하등제한이 없는 경우에는 재산관리인은 임의매각도 할 수 있다 해석함이 타당할 것이다. 부재자 재산관리인의 부재자 소유 부동산에 대한 매매계약에 관하여 부재자 재산관리인이 권한을 초과하여서 체결한 것으로 법원의 허가를 받지 아니하여 무효라는 이유로 소유권이전등기절차의 이행 청구가 기각되어 확정되었다고 하더라도, 패소판결의 확정 후에 위 권한초과행위에 대하여 법원의 허가를 받게 되면 다시 위 매매계약에 기한 소유권이전등기청구의 소를 제기할 수 있다.
부재자의 재산관리인에 의하여 소송절차가 진행되던중 부재자 본인에 대한 실종선고가 확정되면 그 재산관리인으로서의 지위는 종료되는 것이므로 상속인등에 의한 적법한 소송수계가 있을 때까지는 소송절차가 중단된다.실종선고의 효력이 발생하기 전에는 실종기간이 만료된 실종자라 하여도 소송상 당사자능력을 상실하는 것은 아니므로 실종선고 확정 전에는 실종기간이 만료된 실종자를 상대로 하여 제기된 소도 적법하고 실종자를 당사자로 하여 선고된 판결도 유효하며 그 판결이 확정되면 기판력도 발생한다고 할 것이고, 이처럼 판결이 유효하게 확정되어 기판력이 발생한 경우에는 그 판결이 해제조건부로 선고되었다는 등의 특별한 사정이 없는 한 그 효력이 유지되어 당사자로서는 그 판결이 재심이나 추완항소 등에 의하여 취소되지 않는 한 그 기판력에 반하는 주장을 할 수 없는 것이 원칙이라 할 것이며, 비록 실종자를 당사자로 한 판결이 확정된 후에 실종선고가 확정되어 그 사망간주의 시점이 소 제기 전으로 소급하는 경우에도 위 판결 자체가 소급하여 당사자능력이 없는 사망한 사람을 상대로 한 판결로서 무효가 된다고는 볼 수 없다.

#### 재산관리인의 개임(改任)
| 국명     | 법명          | 해당 조문 |
| -------- | ------------- | --- |
| 일본     | 일본 민법     | (관리인의 개임(改任)) 제26조 부재자가 관리인을 둔 경우에 있어서 그 부재자의 생사가 명확하지 아니한 때에는 가정재판소는 이해관계인 또는 검찰관의 청구에 의하여 관리인을 개임할 수 있다. |
| 대한민국 | 대한민국 민법 | 제23조 (관리인의 개임) 부재자가 재산관리인을 정한 경우에 부재자의 생사가 분명하지 아니한 때에는 법원은 재산관리인, 이해관계인 또는 검사의 청구에 의하여 재산관리인을 개임할 수 있다.   |

부재자가 6.25사변 전부터 가사 일체와 재산의 관리 및 처분의 권한을 그 모(母)인 " 갑"에 위임하였다 가정하더라도 " 갑" 이 부재자의 실종후 법원에 신청하여 동 부재자의 재산관리인으로 선임된 경우에는 부재자의 생사가 분명하지 아니하여 민법 제23조의 규정에 의한 개임이라고 보지 못할바 아니므로 이때부터 부재자의 위임에 의한 " 갑" 의 재산관리 처분권한은 종료되었다고 봄이 상당하고, 따라서 그 후 " 갑" 의 부재자 재산처분에 있어서는 민법 제25조에 따른 권한 초과 행위 허가를 받아야 하며 그 허가를 받지 아니하고 한 부재자의 재산매각은 무효이다. 즉, 부재자가 선임한 관리인의 권한은 수권행위의 범위로 결정되지만, 법원이 선임한 관리인은 비록 그 선임된 관리인이 부재자 본인이 선임한 그 관리인이어도 - 이는 재산관리인이 개임된 것으로 보아야 하므로 - 처분행위에 대해서는 법원의 허가가 반드시 필요하다.

#### 재산관리의 종료와 처분의 취소
부재자재산관리인이 권한초과행위의 허가를 받고 그 선임결정이 취소되기 전에 위 권한에 의하여 이뤄진 행위는 부재자에 대한 실종선고기간의 만료된 후에 이뤄졌다고 하더라도 유효한 것이고 그 재산관리인의 적법한 권한행사의 효과는 이미 사망한 부재자의 재산상속인에게 미친다. 법원의 부재자 선임처분의 취소는 소급효가 없으며, 장래효만 생기는 일종의 철회이므로 부재자재산관리인의 기존의 유효한 법률행위가 소급하여 무효로 되는 것은 아니다. 판례도, “부재자재산관리인이 권한초과처분허가를 얻어 부동산을 매매한 후 그 허가결정이 취소되었다 할지라도 위 매매행위 당시는 그 권한초과처분허가처분이 유효한 것이고 그 후에 한 동 취소결정이 소급하여 효력을 발생하는 것이 아니다”라고 한다.
부재자재산 관리인 선임결정이 있었던 이상 부재자가 사망한 것이 사실이라 하더라도 그 결정이 취소되지 않는 한 관리인의 권한이 당연히 소멸되는 것은 아니다. 법원에 의하여 부재자재산관리인의 선임결정이 있는 이상, 가사 부재자가 그 이전에 이미 사망하였음이 밝혀졌다 하여도 법에 의한 절차에 따라 그 선임결정이 취소되지 않는 한 선임된 관리자의 권한은 당연히 소멸되지는 아니하고 그 선임결정이 취소된 경우에도 그 취소의 효력은 장래에 향하여서만 생기는 것이고 그간의 그 부재자재산관리인의 적법한 권한행사의 효과는 이미 사망한 부재자의 재산상속인에게 미친다고 할 것이다.

## 공법상의 부재자

### 부재자투표의 투표기간 사건
부재자투표의 투표기간 사건은 공직선거법 제148조 제1항 위헌확인에 대한 대한민국 헌법재판소 판례이다.

#### 사실관계
청구인은 학업상의 이유로 주민등록지가 아닌 곳에서 생활해 온 사람으로 부재자투표 기간을 선거일 전 6일부터 2일간으로 정한 공직선거법이 "부재자투표 이후 후보자가 사퇴할 경우 그 후보자에 대한 투표는 사표가 될 뿐만 아니라, 부재자투표일 이후 선거일까지 사이에 후보자에 관해 새로운 정보가 나오더라도 이를 투표에 반영할 수 없어 평등권과 선거권을 침해한다'"고 주장하며 헌법소원 심판청구를 하였다.

#### 이유
비록 장래의 선거에 관해 아직 부재자투표 여부가 확정되지 않았다 하더라도 주기적으로 반복되는 선거의 특성과 기본권 구제의 실효성 측면을 고려할 때, 기본권 침해의 현재성을 갖춘 것으로 보아야 한다.
투표의 시가에 있어 일반투표자와 부재자투표소 투표자를 달리 취급한다. 부재자투표소 투표자의 평등권과 선거권을 제한한다.
이 사건 법률조항에 대한 위헌 여부의 심사는 '입법자는 어떠한 목적을 위해 어느 정도로 선거권을 제한할 수 있는가'에 대한 것이 아니라 '입법자는 부재자가 현실적으로 투표할 수 있게 하는 절차를 어느 정도로 마련해야 하는가'에 대한 심사이다. 부재자투표에 관한 내용은 사회적, 경제적, 지리적, 기술적 여건에 의해 크게 좌우되므로, 그 절차를 규정함에 있어서는 입법자에게 폭넓은 형성의 자유가 인정된다.
그러므로 이 사건 법률조항의 위헌 여부는, 현재의 사회적, 경제적, 지리적, 기술적 여건을 고려할 때, 부재자투표기간을 선거일 전 6일부터 2일간으로 규정한 것이 입법형성의 한계를 벗어나 현저히 부당한 것인지 여부를 심사함으로써 결정지어야 할 것이다.
후보자에 관한 정보의 취득이나 선택에 필요한 숙려기간이 단축된다 하더라도, 다음과 같은 사정에 비추어 볼 때 그 단축의 정도가 선거인의 올바른 의사를 선거에 제대로 반영하지 못하는 등 선거권의 행사에 중요한 제한이 되는 정도라고 할 수는 없다.
선거일 전 6일부터 선거일의 투표마감시각까지 선거에 관해 정당에 대한 지지도나 당선자를 예상하게 하는 여론조사의 경위와 그 결과를 공표하거나 인용하여 보도하는 것을 금지하고 있다. 후보의 사퇴 가능성은 비단 부재자투표일 이후부터 선거일까지 사이에만이 아니라 선거일 이후는 물론 당선자로 확정된 이후에도 얼마든지 존재하는 것이다.
개표를 완료할 수 없으므로, 개표와 당선자의 확정은 그만큼 지연될 수밖에 없고, 이는 인력과 예산 등의 과도한 부담 문제를 넘어 공정한 선거관리에 대한 중대한 위험이 될 수도 있다.
부재자투표소 투표를 어느 정도의 시점까지 앞당겨 실시할 것인가는 지리적 여건과 우편제도의 기술적 여건에 따라 좌우되는 문제이다.